# Isoplatoides bifasciatus
Isoplatoides bifasciatus är en stekelart som beskrevs av Girault 1913. Isoplatoides bifasciatus ingår i släktet Isoplatoides och familjen puppglanssteklar. Inga underarter finns listade i Catalogue of Life.